# توپولوژی طبیعی

2-کره را اغلب به عنوان زیرفضایی از فضای اقلیدسی 3 بعدی در نظر می گیرند، لذا توپولوژی طبیعی خود را از توپولوژی اقلیدسی به ارث می برد.

در هر حوزه از ریاضیات، یک فضا دارای توپولوژی طبیعی است اگر توپولوژی ای روی آن فضا وجود داشته باشد که "به بهترین نحو" در حوزه مطالعاتی سؤال مورد نظر تطابق و سازگاری داشته باشد. در موارد بسیاری، این تعریف نادقیق، معانی بیشتر و جزئیات بیشتری نسبت به طبیعی بودن یا کانونی بودن توپولوژی مورد نظر در آن چارچوب را دارا می باشد.
توجه کنید که در مواردی، توپولوژی های متعددی به نظر "طبیعی" هستند. به عنوان مثال، اگر {\displaystyle Y} زیرمجموعه ای از مجموعه کاملاً مرتب {\displaystyle X} باشد، آنگاه توپولوژی ترتیبی القاء شده، یعنی توپولوژی ترتیب فضای کاملاً مرتب {\displaystyle Y}، که ترتیبش را از {\displaystyle X} به ارث برده است، درشت تر از زیرفضای توپولوژی از توپولوژی مرتب {\displaystyle X} است.